# Viguiera
Viguiera là một chi thực vật có hoa trong họ Cúc (Asteraceae).

## Loài
Chi Viguiera gồm các loài: